# Shirley Kurata
Shirley M. Kurata (* 7. November 1970 in Los Angeles) ist eine US-amerikanische Kostümbildnerin.

## Leben
Shirley Kurata wurde in Los Angeles geboren und wuchs in San Gabriel Valley als jüngstes von vier Geschwistern in einer japanisch-amerikanischen Familie auf. Die Eltern besaßen eine Wäscherei. Bereits in ihrer Kindheit entwickelte sie ihren künstlerischen Stil, der auf ihrer Sammlung an 1960er Barbie-Puppen sowie dem Einfluss japanischer Modemagazine beruhte. Als Kostümbildnerin betreute sie unter anderem Billie Eilish, Tierra Whack, Linda Lindas, Pharrell Williams, Lena Dunham und Jenny Lewis.
Zunächst begann sie an der California State University, Long Beach Mode zu studieren. Mit 19 zog sie nach Paris und setzte ihr Studium im Studio Berçot vor. 2005 stylte sie für Kate und Laura Mulleave von Rodartey. 2015 eröffnete sie mit ihrem Freund und späteren Ehemann Charlie Staunton ihre eigene Boutique Virgil Normal in East Hollywood, die sich auf genderneutrale Streetwear spezialisiert hatte.
Bei der Oscarverleihung 2023 wurde sie für Everything Everywhere All at Once für das beste Kostümdesign nominiert.

## Filmografie (Auswahl)
- 1996: Beverly Hills Bordello (Fernsehserie, 4 Folgen)
- 1999: Hard Lessons
- 2002: Birds of Prey (Fernsehserie)
- 2004: Total verknallt in Tad Hamilton (Win a Date with Tad Hamilton!)
- 2004: Starship Troopers 2: Held der Föderation (Starship Troopers 2: Hero of the Federation)
- 2004: Eiskalte Engel 3 (Cruel Intentions 3)
- 2004: Mein neues Leben (Revenge of the Middle-Aged Woman)
- 2006: Alpha Dog – Tödliche Freundschaften (Alpha Dog)
- 2022: Everything Everywhere All at Once